# Hesychastes solitus
Hesychastes solitus är en tvåvingeart som beskrevs av Neal L. Evenhuis 2001. Hesychastes solitus ingår i släktet Hesychastes och familjen svävflugor.
Artens utbredningsområde är Namibia. Inga underarter finns listade i Catalogue of Life.